# Court-bec de Berlin
Le court-bec de Berlin est une race de pigeon domestique originaire de Berlin et de ses environs, sélectionnée au milieu du XIXe siècle à partir de l'Altstämmer et de diverses races (comme le trembleur de Kazan).

## Description
Le court-bec de Berlin est un petit pigeon gracieux et vif à l'allure fière avec une petite tête ronde au front large et bombé. Son bec est très court, comme son nom l'indique, épais et émoussé. Son cou est mince (plus fort chez les mâles), sa gorge bien découpée. Il a la poitrine large et proéminente avec un dos court et large. Lorsqu'il est en action, il est trembleur avec une queue horizontale. Ses pattes sont emplumées ou non. Son plumage, le plus court possible, existe en de nombreuses variétés ; soit unicolores en blanc, bleu, noir, perlé (bleu givré) , isabelle (kaki) ; soit hibou en hibou bleu, hibou bleu clair, hibou perlé, hibou isabelle ; soit barré rouge ou jaune ; soit pie en pie noir, pie rouge, pie jaune, pie bleu foncé, pie bleu clair, pie perlé, pie isabelle et pie lavande. Lorsqu'il est à vols blancs, il présente les mêmes variétés. Il existe aussi une variété cuivrée (avec l'extrêmité des rémiges, le croupion, la barre caudale, la queue et les bottes de couleur noire).
Lorsqu'il est bleu, il s'agit d'un bleu acier avec la tête et le cou bleu foncé (reflets vert-scarabée) et barres noires. Lorsqu'il est perlé, le pigeon est gris clair avec des barres sur les ailes et sur la queue plus foncées. Lorsqu'il est isabelle, il est de couleur crème clair avec des barres alaires et caudales plus foncées. Pour la variété hibou, le pigeon présente une couleur de fond avec un poivrage uniforme et l'ourlet des plumes soit plus foncé, soit plus clair. Lorsque le pigeon est barré, il est blanc crème à barres rouges ou jaunes. Lorsque l'oiseau est pie, il est avec ou sans écusson blanc petit ou grand sur l'avant du cou. Son dos est blanc.

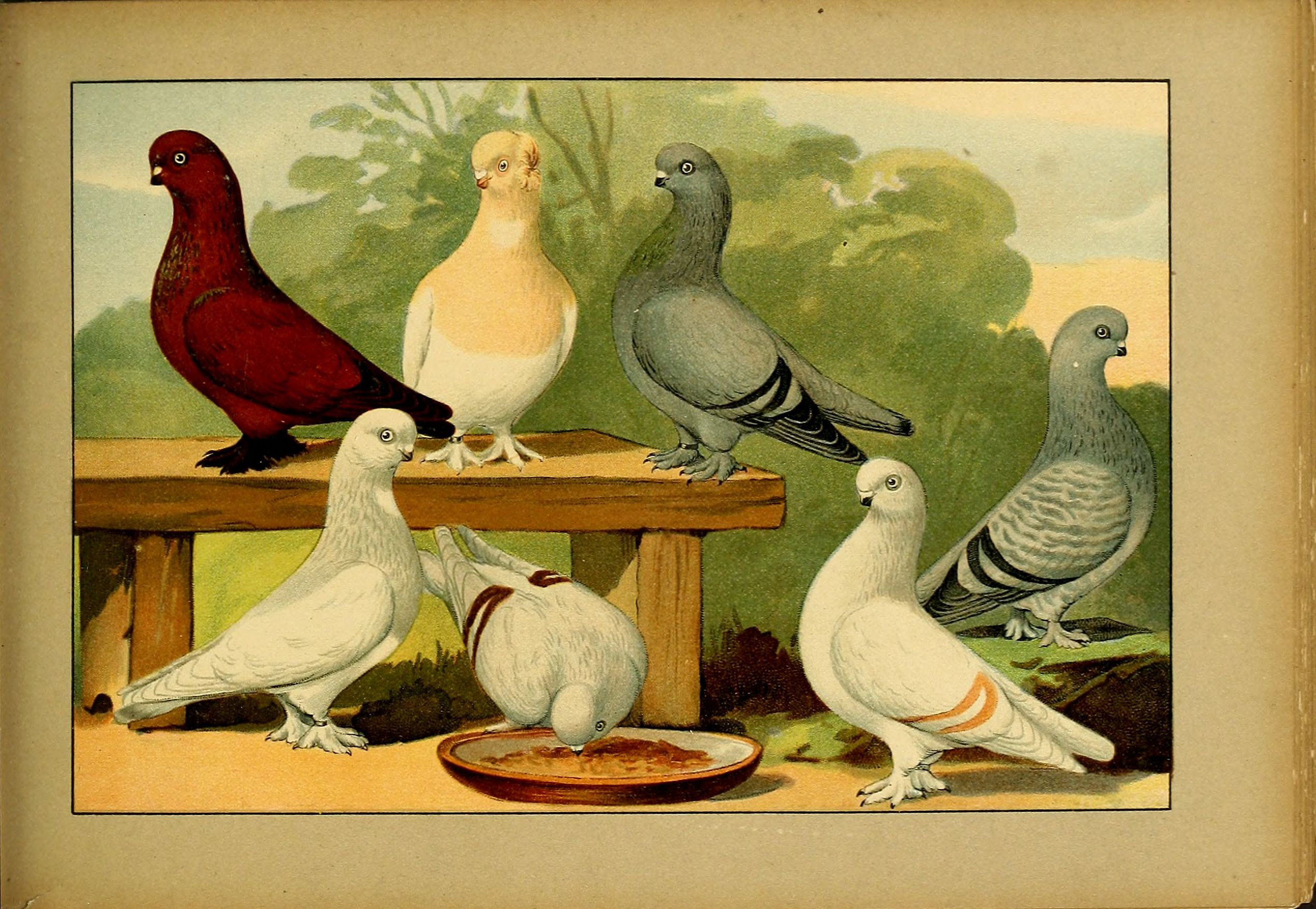
Emil Schachtzabel (1906)